# Resterhöhe
Die Resterhöhe ist ein 1894 m hoher Berg der Pinzgauer Grasberge, in den Kitzbüheler Alpen oberhalb von Mittersill (westlich des Pass Thurns) im Oberpinzgau.

## Aufstiegshilfen
Erschlossen ist die Resterhöhe vom Salzachtal aus durch die Panoramabahn Kitzbüheler Alpen (Kabinenseilbahn ab Talstation Hollersbach), außerdem die 6er-Sesselbahn Resterhöhe der Kitzbüheler Bergbahnen (Talstation: Pass Thurn).

## Wintersport
Im Bereich der  Resterhöhe gibt es viele Pisten, die mit dem Skigebiet der Kitzbüheler Bergbahnen verbunden sind, und einige Schlepplifte.
Vergleichsweise früh im Jahr wird seit mehreren Jahren auf der Resterhöhe ein „weißes Band“, eine  700 m Skipiste aus über den Sommer eingelagertem Schnee präpariert. 2025 startete hier am 16./17. November ein FIS-Skirennen. Am Aufwand für das Schneeband gibt es auch Kritik.

## Wanderungen & Bergtouren
Verschiedene Wanderwege führen auf die Resterhöhe bzw. kreuzen sich hier. Besonders beliebt sind die Bergstationen der beiden Seilbahnen als Ausgangspunkt für Wanderungen auf den Zweitausender (2004 m) und Touren auf den Kleinen Rettenstein (2216 m) und den Großen Rettenstein (2366 m).

## Geologie
Die Resterhöhe gehört zu den Salzburger Schieferalpen und den Pinzgauer Grasbergen in einer Untergruppe Kitzbüheler Alpen.

## Geografie
Sie liegt im Oberpinzgau, nördlich des Salzachtales oberhalb der Nationalparkgemeinde Hollersbach auf dem Gemeindegebiet der Nationalpark-Stadt Mittersill.